# Radio i Televizija Crne Gore
Radio i Televizija Crne Gore (RTCG, « Radio-télévision du Monténégro ») ou Радио и Телевизија Црне Горе en monténégrin est le nom de la compagnie nationale de radiotélédiffusion du Monténégro. Elle a sous sa tutelle trois chaînes de télévision (RTCG 1, RTCG 2, RTCG Sat) et deux stations de radio (Radio CG 1 et Radio CG 2).
La compagnie devient membre à part entière de l'union européenne de radio-télévision (UER) en 2006, peu après la déclaration d'indépendance du Monténégro.

## Histoire

### Radio
La première station de radio dans les Balkans et dans le Sud-Est de l'Europe a été créée le 3 août 1904 au Monténégro avec l'ouverture d'un émetteur situé sur la colline de Volujica près de Bar. Cet émetteur a été inauguré par Nicolas Ier de Monténégro (Knjaz Nikola Petrović-Njegoš).
Radio Cetinje a commencé à diffuser ses émissions le 27 novembre 1944 et en 1949 Radio Titograd est créée. En 1990, elle change de dénomination et prend le nom de Radio Crna Gora.

### Télévision
En 1957, le premier émetteur de télévision a été placée sur le mont Lovcen. Grâce à cette antenne, il était possible de recevoir des images et des vidéos venues depuis l'Italie.
RTV Titograd a été créée en 1963 pour produire des émissions originales de télévision. RTV Titograd est devenue plus tard RTCG. La première diffusion par TVCG dans Belgrade était un programme d'informations en 1964.
Depuis octobre 2002, RTCG est un membre de l'EGTA, Groupe européen de la publicité télévisée.
La station diffuse aussi ses programmes pour les Monténégrins expatriés vers l'Australie et la Nouvelle-Zélande par l'intermédiaire de l'Optus D2 via le satellite UBI World TV.

## Identité visuelle

### Logos

Ancien logo de la RTCG de 2006 à 2012
Ancien logo de la RTCG de 2012 à 2024
Logo de la RTCG depuis 2024

## Activités

### Radio
- Radio CG 1
- Radio CG 2

### Télévision
- TV CG 1 : Chaîne généraliste, où prédominent les informations et la production nationale.
- TV CG 2 : Chaîne généraliste centrée sur le sport et la production internationale.
- TV CG Sat : Chaîne internationale de TV CG.